# 北秋田市
40°13′34″N 140°22′15″E / 40.2260542°N 140.3707417°E
北秋田市（日语：／ Kitaakita shi */?）是位於日本秋田縣北部的城市，也是縣内面積第二大的城市，其面積約占秋田縣總面積的10%。轄區北部地處鷹巢盆地内，米代川流經市中心並往東流，當地人口則集中在以北秋田市役所為中心的市區。而許多市內和秋田縣政府的行政機關、金融機構等多聚集在鷹之巢站南側的商店街。北秋田市在對外通勤與就學上較依賴大館市和西邊的能代市，市區南邊則設有秋田縣北邊的空中門戶大館能代機場。

## 地理
北秋田市内約85%的面積被森林覆蓋，6%的土地為農業用地。轄區的市中心地處鷹巢盆地内，北緯40度通過中央地帶。南部坐落著以森吉山為中心，海拔800至100公尺的出羽山地的山岳。森吉山的周邊地區位於森吉山縣立自然公園的範圍內，其周圍也散布著青森椴松的原生林。發源自出羽山地的米代川流經市中心並往東流，其支流阿仁川與小阿仁川也流經市內。

### 氣候
由於北秋田市的轄區範圍相當大，因此市內各地的氣候狀況皆有差異。根據統計，當地的年均溫約為9.9℃至10.5℃之間，年均降雨量則約1603.1毫米至2099.7毫米。夏季多被來自太平洋炎熱潮濕的東南季風吹拂，冬季則受到寒冷的西北季風吹拂。當地自11月上旬開始降雪，積雪則在隔年4月上旬融化。位於南部的森吉與阿仁地區則被指定為特別豪雪地帶。

## 歷史
北秋田市自古時便有人類居住，市內屬於繩紋時代後期的伊勢堂岱遺跡發掘出環狀石陣、土偶、土器等文物。而伊勢堂岱遺跡被選為日本北部的繩紋史前遺址群之一，於2021年7月被聯合國教科文組織列為世界文化遺產。屬於平安時代，受到十和田山噴發出的火山灰和碎屑掩埋的胡桃館遺跡保留著當時農民開墾農地的痕跡，其出土的文物則多被指定為日本的重要文化財。延慶2年（1309年），市內的舊阿仁合町發現蘊含金礦的礦山（阿仁礦山），隨後又陸續發現銀、銅、煤等各種礦物，使當地開始開採礦山。
江戶時代，羽州街道、阿仁街道、五城目街道等陸續落成，位於上述街道沿線的北秋田地區也設置許多宿場。元祿11年（1698年），境內的阿仁、鷹巢地區的礦山由久保田藩直接經營，而阿仁礦山在享保年間（1716年至1736年）甚至創下日本銅產量第一的紀錄。明治8年（1875年），境內的礦山改由明治政府管理，當地的礦業也盛極一時。但受到礦山資源枯竭和日圓升值等因素影響，當地的礦山在1950年代陸續關閉。
昭和30年（1955年）3月1日，上大野村、下大野村、落合村與下小阿仁村合併成合川町。4月1日，阿仁合町與大阿仁村合併成阿仁町，坊澤村、榮村、澤口村和七座村則併入鷹巢町。4月30日，綴子村與七日市村也併入鷹巢町。昭和31年（1956年）9月30日，米内澤町與前田村合併成森吉町。平成17年（2005年）3月22日，鷹巢町、合川町、森吉町與阿仁町合併成現今的北秋田市。

## 行政
現任市長津谷永光於2025年4月在選舉中第4次成功連任，也是當地時隔12年再度以投票的方式舉行市長選舉；其任期將持續至2029年4月。此次選舉的投票率為64.62%，較2013年的選舉低約3個百分點。

## 經濟
根據日本2015年的國勢調查統計，北秋田市的就業人口中有11.6%從事第一級產業，27.6%的就業人口從事第二級產業，其餘的60.7%則從事第三級產業。當地的農業以生產日本薯蕷、獅子辣椒、榅桲等農產品為主，近年來也致力於研究如何利用市內蘊藏量相當豐富的矽藻土。
由於北秋田市内擁有森吉山、伊勢堂岱遺跡等自然與歷史景點，因此吸引許多遊客前來。根據統計，2015年至2019年北秋田市約有107萬至127.8萬名遊客到訪。

## 教育
北秋田市内共有9所小學校、4所中學校和1所高等學校（秋田縣立秋田北鷹高等學校）。根據2022年5月的統計，市內共有1992名小學生、572名中學生和567名高等學校的學生。

## 交通
國道7號與秋田自動車道皆通過北秋田市的北部地區，國道105號和國道285號則由北往南穿越轄區，而秋田自動車道在市內共設置3處交流道。鐵路方面，JR東日本的奧羽本線和秋田內陸縱貫鐵道的秋田內陸線皆通過北秋田市。位於市中心的鷹之巢站為上述兩條鐵路的共構車站。奧羽本線在市内另設糠澤站和前山站，秋田內陸線則往轄區南部另設繩文小田站、合川站、米內澤站、阿仁前田温泉站、阿仁合站、荒瀨站、比立內站 、阿仁又鬼站等共18座車站。而市區南邊則設有秋田縣北邊的空中門戶大館能代機場。

## 姐妹城市
北秋田市與以下日本行政區為友好姐妹城市:
| 市町村 | 都道府縣 | 締結日期       |
| ------ | -------- | -------------- |
| 國立市 | 東京都   | 2018年10月18日 |

## 外部連結
- 北秋田市（页面存档备份，存于）